# Mandla
Mandla est une ville indienne située dans le district de Mandla au sud-est de l'État du Madhya Pradesh. En 2011, sa population était de 49 463 habitants.

## Traduction
- (en) Cet article est partiellement ou en totalité issu de l’article de Wikipédia en anglais intitulé « Mandla » (voir la liste des auteurs).